# Binninger Ried

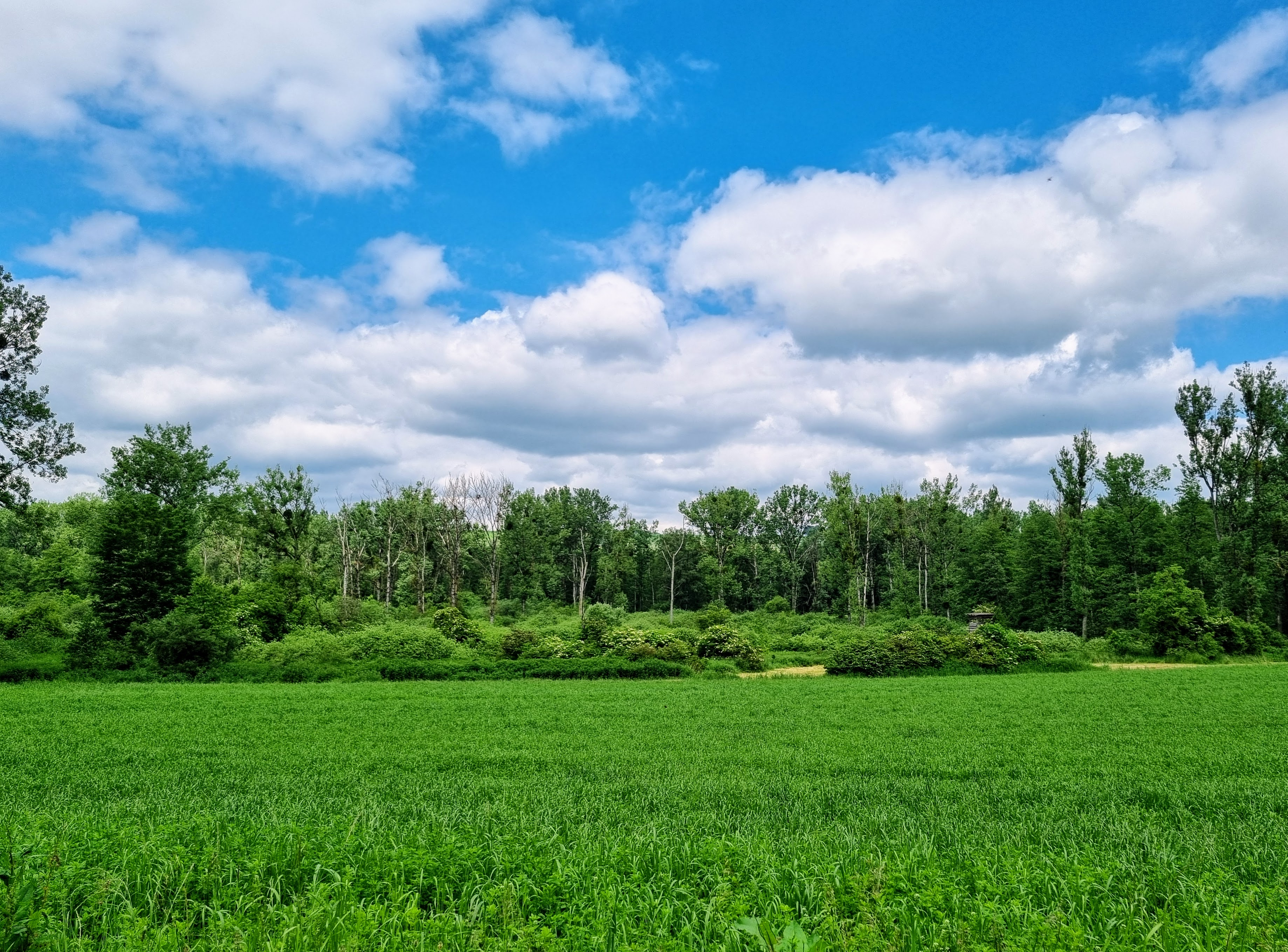
Blick zum Binninger Ried (Juni 2024)

Das Binninger Ried ist ein Naturschutzgebiet auf dem Gebiet der Stadt Engen und der Gemeinde Hilzingen im baden-württembergischen Landkreis Konstanz in Deutschland.

## Geographie
Das rund 71,4 Hektar große Schutzgebiet südwestlich des Engener Ortsteils Welschingen ist seit dem 21. Dezember 1992 als Naturschutzgebiet ausgewiesen. Es wird durch Rütebach und Riedgraben westsüdwestlich zur Biber entwässert. Direkt benachbart ist der Binninger Baggersee.

## Bedeutung
Es handelt sich bei dem Gebiet um ein Mosaik feuchtgebietstypischer Vegetationseinheiten wie Feuchtwiesen und -weiden, Hochstaudengesellschaften, Röhrichte und Laubwälder. Der Lebensraum für stark gefährdete Pflanzen- und Tierarten enthält extensiv genutzte Magerwiesen als Lebensraum für bedrohte Vogelarten, insbesondere für Wiesenbrüter.

## Fauna und Flora
Folgende Arten (Auswahl) sind im Gebiet Binninger Ried erfasst:

### Fauna

#### Amphibien und Reptilien
- Erdkröte
- Europäischer Laubfrosch
- Grasfrosch
- Kreuzkröte
- Ringelnatter

### Insekten
- Aurorafalter

#### Vögel
- Habicht
- Neuntöter
- Pirol
- Teichrohrsänger
- Turteltaube

### Flora
- Binsengewächse
  - Alpen-Binse
- Doldenblütler
  - Gefleckter Schierling
  - Kümmelblättrige Silge
- Enziangewächse
  - Kleines Tausendgüldenkraut
- Hahnenfußgewächse
  - Trollblume
  - Zungen-Hahnenfuß
- Hülsenfrüchtler
  - Erdbeer-Klee
- Korbblütler
  - Spatelblättriges Aschenkraut
  - Weidenblättriger Alant
- Orchideen
  - Fleischfarbenes Knabenkraut
  - Sumpf-Glanzkraut
- Sauergrasgewächse
  - Alpen-Rasenbinse
  - Binsenschneide
  - Braunes Zypergras
  - Draht-Segge
  - Floh-Segge
  - Igel-Segge
  - Rostrotes Kopfried
  - Scheiden-Wollgras
  - Scheinzypergras-Segge
  - Schlamm-Segge
  - Steife Segge
  - Walzen-Segge
- Sommerwurzgewächse
  - Karlszepter
- Sonnentaugewächse
  - Rundblättriger Sonnentau
- Spindelbaumgewächse
  - Herzblatt
- Süßgräser
  - Quellgras
- Sumpffarngewächse
  - Sumpffarn
- Tausendblattgewächse
  - Quirliges Tausendblatt
- Wasserschlauchgewächse
  - Verkannter Wasserschlauch
- Wegerichgewächse
  - Schild-Ehrenpreis
- Weidengewächse
  - Lavendel-Weide
  - Lorbeer-Weide
  - Schwarz-Weide